# Johnny B. Goode
Johnny B. Goode är en rocklåt från 1958 skriven och i original inspelad av den amerikanske musikern/kompositören Chuck Berry. Sången skrevs 1955 och släpptes på singel 1958.  Den nådde topplaceringen #2 på Billboards Hot R&B Sides och #8 på Billboard Hot 100. Johnny B. Goode är en av inspelningarna som finns på "Voyager Golden Record".
Förutom Chuck Berry (sång och gitarr) medverkade Lafayette Leake (piano), Willie Dixon (bas) och Fred Below (trummor).

## Texten
Sångtexten är en berättelse om den amerikanska drömmen, en fattig pojke från landet blir berömd genom hårt arbete och talangfullt gitarrspel. Den anses delvis självbiografisk, men inspirationen kommer också från Berrys pianist Johnnie Johnson som skrev många låtar tillsammans med Berry och bidrog stort till det välbekanta Berrysoundet. 
På tidigare outgivna tagningar sjöng Berry "colored boy" ("färgad pojke") i stället för "country boy" ("landsbygdspojke"), men skivbolaget beslutade att det förmodligen skulle sälja sämre. 

## Musiken
Musiken är en traditionell så kallad "bluestolva".

## Övrigt
- Berry föddes på Goode Avenue i Saint Louis.
- I filmen Tillbaka till framtiden från 1985 sjunger Marty McFly (Michael J. Fox) låten på en skolbal 1955 (egentligen Mark Cambell [2]) och spelar gitarr efter att bandets gitarrist (som visar sig vara Marvin Berry) skadade sin hand.

### Fotnoter
1. ↑  [Johnny B. Goode på Allmusic (engelska) ”Charts & Awards: Chuck Berry – Billboard Singles”]. Allmusic. United States: Rovi Corporation. Johnny B. Goode på Allmusic (engelska). Läst 1 februari 2011.[död länk]
2. ↑  http://www.imdb.com/name/nm0132708/